# Јиргенсхаген
Јиргенсхаген (њем. Jürgenshagen) општина је у њемачкој савезној држави Мекленбург-Западна Померанија. Једно је од 62 општинска средишта округа Гистров. Према процјени из 2010. у општини је живјело 1.157 становника. Посједује регионалну шифру (AGS) 13053037.

## Географски и демографски подаци
Јиргенсхаген се налази у савезној држави Мекленбург-Западна Померанија у округу Гистров. Општина се налази на надморској висини од 15 метара. Површина општине износи 42,2 km². У самом мјесту је, према процјени из 2010. године, живјело 1.157 становника. Просјечна густина становништва износи 27 становника/km².